# Xylorhiza
Xylorhiza é um género botânico pertencente à família Asteraceae.